# Francisco Ortiz de Ocampo
Francisco Antonio Ortiz de Ocampo (La Rioja, 4 mai 1771 - Famatina, 15 septembre 1840) était un militaire et homme politique argentin. Premier général de la guerre d’indépendance du Río de la Plata et commandant en chef de l’armée du Nord, il fut en outre, dans les décennies 1810 et 1820, gouverneur des provinces de Córdoba et de La Rioja.

## Débuts
Établi à Buenos Aires depuis le commencement du XIXe siècle, il s’enrôla en 1806 dans les milices locales pour aider à lutter contre les invasions britanniques du Río de la Plata, et fut élu capitaine du régiment des Arribeños, corps d’armée composé de volontaires des provinces intérieures. Lorsque le commandant de ce corps mourut au combat, il en devint le sous-chef, puis, en janvier 1808, monta au rang de commandant en chef de ce même corps, avec le grade de colonel. Il apporta son soutien à Jacques de Liniers, alors vice-roi, et à Cornelio Saavedra lors de la répression du coup de force tenté par Martín de Álzaga en janvier 1809.
Il appuya la révolution de Mai, où il tint un rôle de premier plan, notamment en contraignant le Cabildo de Buenos Aires à nommer Saavedra président du premier gouvernement autonome du Río de la Plata, la Première Junte.

## Le premier général des Provinces-Unies
En juin 1810, il fut placé à la tête de l’armée auxiliaire aux Provinces — qui deviendra l’armée du Nord — et promu au grade de général. Avec un petit contingent sous ses ordres, il fit rapidement mouvement vers la ville de Córdoba afin d’étrangler la tentative de contre-révolution fomentée par Jacques de Liniers et Juan Gutiérrez de la Concha. Ocampo, agissant avec efficacité, mit en détention les meneurs du groupe contre-révolutionnaire, sans exclure l’évêque de Córdoba lui-même, Rodrigo de Orellana. L’expédition militaire était secondée d’une Commission représentative de la Junte de gouvernement, laquelle commission comptait dans ses rangs, outre Ortiz de Ocampo lui-même (au titre de président), Hipólito Vieytes (délégué du gouvernement), Feliciano Chiclana (auditeur de guerre) et Vicente López y Planes (secrétaire).
Ocampo toutefois refusa, à l’encontre des ordres donnés par la Junte à l’instigation du secrétaire à la guerre Mariano Moreno, d’exécuter sur place les détenus, cédant non seulement aux instances des Cordobais, qui imploraient sa clémence, mais ne pouvant aussi faire abstraction du fait que Liniers et Gutiérrez de la Concha étaient depuis 1806 de ses amis et compagnons de combat. Contrevenant donc aux ordres de la Junte, il choisit de faire transporter les détenus à Buenos Aires. La Junte cependant, alarmée par l’effet qu’était susceptible de créer l’arrivée dans la capitale du toujours populaire Liniers, diligenta Juan José Castelli, avec mission d’accomplir les exécutions, ainsi qu’Antonio González Balcarce, pour qu’il remplaçât Ocampo comme commandant en chef de l’armée.
Après l’exécution des prisonniers dans les environs de Cruz Alta (dans la province de Córdoba), si Ocampo continua certes d’exercer comme commandant en chef nominal de l’armée jusqu’à la bataille de Suipacha, c’était désormais Balcarce qui détenait le commandement réel, avant de devenir le titulaire officiel de cette fonction début 1811.

## Fonctions de gouverneur provincial
Castelli renvoya Ocampo à Córdoba, pour y remplir la charge de gouverneur de province.
Peu après cependant, ayant été élu député à la Grande Junte pour la province de La Rioja, il s’en retourna à la capitale. Il n’eut du reste guère l’occasion d’être actif au sein de ce nouvel exécutif élargi, car il se vit bientôt confier le commandement d’un régiment (celui qui allait adopter l’appellation de Rég. n° 2 d’infanterie).
Au moment où Saavedra résolut de se rendre dans le nord, pour soutenir le moral de l’armée du Nord vaincue et démoralisée, Ocampo exerçait la fonction de commandant d’armes de la ville et de la province de Buenos Aires. Après la chute de la Grande Junte, et son remplacement par le premier triumvirat, il devint pour une brève période gouverneur militaire de Rosario de Santa Fe. Il fut, avec José de San Martín, l’un des meneurs de la révolution du 8 octobre 1812, qui aboutit au renversement du premier triumvirat.
Après la bataille de Salta d’octobre 1813, qui se solda par une victoire de l’armée du Nord, il fut désigné gouverneur de Chuquisaca, mais dut s’enfuir dès novembre 1813, par suite de la défaite des Provinces-Unies dans les batailles de Vilcapugio et de Ayohuma.
Nommé gouverneur de Córdoba par le Directeur suprême Gervasio Posadas en février 1814, il dut à ce titre affronter l’opposition, d’une part, du parti des frères Gregorio et Ambrosio Funes, révolutionnaires modérés et partisans de l’autonomie des provinces, et d’autre part, de celui de José Javier Díaz et Juan Pablo Bulnes, personnalités fédéralistes, qui rappelèrent d’exil José Artigas. Quand même celui-ci n’était en réalité ni désireux ni en état d’envahir militairement la province de Córdoba, il s’enhardit néanmoins à adresser au gouverneur Ocampo une lettre en le menaçant de le faire, ce qui contraignit Ocampo de démissionner. À sa place fut élu José Javier Díaz.
Il tenta ensuite, depuis la province de La Rioja, de restaurer son commandement, mais, ayant échoué, se retira à Mendoza, où il collabora avec San Martín au gouvernorat de Cuyo.

## L’autonomie de La Rioja
En 1820, Ortiz de Ocampo faisait partie, avec Eusebio Gregorio Ruzo et Pío Isaac Acuña, originaires de la province de Catamarca, d’un mouvement se proposant de déstabiliser le gouvernement provincial de La Rioja et de prêter main-forte à la résistance catamarquègne à la dénommée république de Tucumán, éphémère État semi-indépendant regroupant les actuelles provinces de Tucumán, Catamarca et Santiago del Estero.
Lorsque, cette même année 1820, La Rioja se rendit indépendante de la province de Córdoba, dont jusque-là elle dépendait, Ocampo en devint le premier gouverneur. Sa gestion gouvernementale toutefois était fort critiquable ; cependant, quoique opposants et alliés tinssent Ocampo pour un tyran, ils préférèrent s’abstenir de le reverser par crainte de voir rétablie sur leur province la tutelle de Córdoba.
Vers le milieu de la même année, la province fut envahie par un régiment de l’armée des Andes, lequel s’était soulevé et prétendait obtenir passage libre pour se diriger vers la province de Salta. Ocampo leur refusa ce passage et envoya ses troupes pour les affronter ; celles-ci, en dépit de la vaillance de Juan Facundo Quiroga, caudillo du département de Los Llanos (région de La Rioja limitrophe des provinces de Córdoba, San Juan et Santiago del Estero), furent vaincues près de la localité de La Posta de los Colorados, dans le sud de la province, le 26 septembre 1820. Les rebelles s’emparèrent de la capitale provinciale, mais se mirent bientôt à se battre entre eux, tandis qu’Ocampo allait se réfugier dans la province de Catamarca. Peu de jours plus tard, Quiroga revint dans la capitale et vainquit les rebelles, mais ce fut Nicolás Dávila qu’il désigna ensuite gouverneur.
Deux années après, Facundo Quiroga se hissa lui-même au pouvoir à La Rioja. Ocampo fit alliance avec l’opposition, conscient que l’avènement des fédéralistes signifierait l’évincement des familles traditionnelles, les Dávila, Villafañe et Ocampo. Il passa les années suivantes entre les provinces de La Rioja et de Córdoba. Dans cette dernière province, il appuya l’arrivée au pouvoir du parti unitaire, dirigé par le général José María Paz.
Il se trouvait à Río Cuarto en 1830, lorsque Quiroga mena sa campagne de Cuyo, et fut fait prisonnier par le caudillo. Le 23 mai, Quiroga donna l’ordre de faire exécuter les unitaires qu’il tenait prisonniers, mais pardonna expressément à Ocampo. Celui-ci se retira sur ses terres près de Famatina, dans sa province d’origine, où il passa le reste de sa vie.